# 恋はフェニックス
「恋はフェニックス」（原題：By the Time I Get to Phoenix）は、グレン・キャンベルが1967年にカバーしてヒットしたシングル。その他、多数のアーティストにカバーされた。

## 概要
オリジナルはジョニー・リヴァースが1965年に歌ったバージョンである。作詞・作曲はジミー・ウェッブ。
グレン・キャンベルのバージョンは1967年10月23日に発売された。同年12月16日付のビルボード・Hot 100で26位を記録し、ビルボード・カントリー・チャートで2位を記録した。また、1968年のグラミー賞において最優秀男性歌手賞と最優秀現代男性ソロ歌手賞を受賞した。
スーザン・ホートンと別れたときの体験から着想を得て、ウェッブは本作品を書いた。アリゾナ州州都のフェニックス、ニューメキシコ州のアルバカーキ、オクラホマ州などの地名が歌詞に織り込まれている。フランク・シナトラは「これまでに書かれた最も偉大な失恋の歌（トーチ・ソング）」と評した。
BMI調べによる「20世紀にアメリカのテレビやラジオで最もオンエアされた100曲」の第20位にランクされた。

## カバー・バージョン
1967年
- フロイド・クレイマー - シングル。

1968年
- マーティー・ワイルド - シングル。
- ヴィッキー・カー - 『Vikki!』に収録
- マーティ・ロビンズ - 『By the Time I Get to Phoenix』に収録。
- フランキー・ヴァリ - 『Timeless』に収録。
- フランク・シナトラ - 『Cycles』に収録。
- チャーリー・リッチ - 『Set Me Free』に収録。
- ボビー・ゴールズボロ - 『Honey』に収録。
- ハリー・ベラフォンテ - シングル。
- ジョージィ・フェイム - シングル。
- ゲイリー・パケット&ザ・ユニオン・ギャップ - 『Woman, Woman』に収録。
- フォー・トップス - 『Yesterday's Dreams』に収録。
- ソロモン・バーク - 『I Wish I Knew』に収録。
- コンウェイ・トウィッティ - 『Here's Conway Twitty』に収録。
- ロジャー・ミラー - 『A Tender Look at Love』に収録。
- レイ・プライス - 『She Wears My Ring』に収録。
- ミルス・ブラザーズ - 『My Shy Violet』に収録。
- サンドラ・アレキサンドラ - 『Warm & Wild』に収録。
- ラリー・カールトン - 『With a Little Help From My Friends』に収録。
- ハービー・マン - 『Windows Opened』に収録。
- チャーリー・バード - 『Delicately』に収録。
- エンゲルベルト・フンパーディンク - 『A Man Without Love』に収録[5]。
- ハイジ・ブリュール - シングル「La La La」のB面。ドイツ語詞。タイトルは「Und Mein Zug Fährt Immer Weiter」[6]。

1969年
- アイザック・ヘイズ - 『Hot Buttered Soul』に収録。
- ホセ・フェリシアーノ - 『Feliciano/10 to 23』に収録。
- ヤング・ホルト・アンリミテッド - 『Just A Melody』に収録[7]。
- イーディ・ゴーメ - 『Eydie』に収録[8]。
- ドロシー・アシュビー - 『Dorothy's Harp』に収録。
- ロイド・プライス - 『Now』に収録。
- クロード・フランソワ - 『Un monde de musique』に収録。フランス語詞。タイトルは「Le temps que j'arrive à Marseille」。

1970年
- ワンダ・ジャクソン - 『Country!』に収録。
- モンゴ・サンタマリア - 『Feelin' Alright』に収録。
- グラディス・ナイト&ザ・ピップス - ライブ・アルバム『All in a Knight's Work』に収録[9]。
- スティーヴィー・ワンダー - ライブ・アルバム『スティーヴィー・オン・ステージ』に収録。
- 笠井紀美子 - ライブ・アルバム『ジャスト・フレンズ 笠井紀美子コンサート』に収録。
- サント&ジョニー - 『Maria Elena』に収録。
- ジミー・スミス - 『Groove Drops』に収録。

1971年以降
- 尾崎紀世彦 - 『尾崎紀世彦ファースト・アルバム』（1971年）に収録。
- ジローズ - 『ジローズ登場 戦争を知らない子供たち』（1971年）に収録。
- シャーリー・スコット - 『Lean on Me』（1972年）に収録。
- エスコーツ - 『All We Need Is Another Chance』（1973年）に収録。
- アイザック・ヘイズとディオンヌ・ワーウィック - ライブ・アルバム『A Man and a Woman』（1977年）に収録[10]。「小さな願い」とのメドレー。
- ジミー・ウェッブ - 『Ten Easy Pieces』（1996年）でセルフカバー。
- 綾戸智恵 - 『LOVE』（2000年）、『LIVE!』（2001年）に収録。
- キャロル・ウェルスマン - 『What'cha Got Cookin'?』（2006年）に収録。
- セルマ・ヒューストン - 『A Woman's Touch』（2007年）に収録。
- ザ・ペンフレンドクラブ - 『Season Of The Pen Friend Club』（2016年）に収録。